# عقل كامل جديد
عقل كامل جديد: لماذا سيحكم المبدعون المستقبل هو كتاب لدانيال إتش بينك. يفترض الكتاب أن مستقبل العمل العالمي ينتمي للمبدعين (الذين يفكرون بالجهة اليمنى من الدماغ). نشر الكتاب من طرف كتب رايفرهيد في 24 مارس 2005.

## المفاهيم الرئيسية
يبدأ الكتاب بسرد تاريخي يحدد أربعة «عصور» كبرى:
1. العصر الفلاحي (الفلاحون)
2. العصر الصناعي (عمال المصانع)
3. العصر المعلوماتي (العاملون بالمعرفة)
4. العصر المفاهيمي (المبدعون والمتعاطفون)

في المرحلو الرابعو، يركز بينك على الطريقة التي يمكن بها للأعمال أن تنجح.
يشير بينك لثلاث اتجاهات سائدة لافتة حول مستقبل الأعمال والاقتصاد: الوفرة (يملك الزبائن الكثير من الخيارات، لا شيء نادر)، آسيا (كل شيء يمكن الاستعانة بالخارج للقيام به) و الأتمتة (الحوسبة، الروبوتات، التكنولوجيا، العمليات ).
هذه الاتجاهات، حسب ما كتب بينك، تظهر أربعة أسئلة حاسمة لنجاح أي عمل:
1. هل يمكن للحاسوب القيام بالعمل بشكل أسرع؟
2. هل ما أقدمه مطلوب في عصر الوفرة؟
3. هل يمكن لشخص خارج البلاد تقديمه أرخص؟

عندما تحضر هذه الأسئلة، يصبح الإبداع هو الاختلاف التنافسي الذي يمكن أن يميز السلع. حدد بينك ستة حواس أساسية:
1. التصميم – التحرك لأبعد من الوظيفة إلى جذب الإحساس
2. القصة – إضافة السرد للمنتجات والخدمات - ليس فقط الحجة. أفضل الحواس الست.
3. السمفونية – إضافة الابتكار وتفكير الصورة الكبيرة (ليس فقط التركيز على التفصيل)
4. التعاطف – الذهاب لأبعد من المنطق وجذب العاطفة.
5. اللعب – جلب الفكاهة والطيش للعمل والمنتجات.
6. المعنى – الغاية هي الرحلة، أعط معنى للحياة من داخلك.